# 横浜市立さちが丘小学校
横浜市立さちが丘小学校（よこはましりつ さちがおかしょうがっこう）は、神奈川県横浜市旭区さちが丘にある公立小学校。

## 沿革
- 1968年（昭和43年）7月 - 二俣川小学校さちが丘分校として設立。この時点では、10教室・1学年～5学年9学級・児童数321名。7月1日を創立記念日と定めた。
- 1969年（昭和44年）
  - 4月 - 横浜市立さちが丘小学校が独立開校。この時点では、15教室・14学級・児童数478名。
  - 7月 - 校章制定、校旗作成。
- 1972年（昭和47年）
  - 6月 - 講堂兼体育館完成。
  - 12月 - 学校緑化工事完成。
- 1977年（昭和52年）11月 - 校歌制定、噴水池・鶏舎完成。
- 1983年（昭和58年）3月 - 体育館付帯施設完成。
- 1984年（昭和59年）3月 - 校庭整備完成（歩道・花壇・小鳥小屋・雨水の地下排水化等）。
- 1988年（昭和63年）11月 - 創立20周年記念式典挙行し、祝賀会開催。
- 1994年（平成6年）3月 - 校庭にプレハブ校舎建築、新給食調理室完成。
- 1996年（平成8年）2月 - 体育館耐震補強工事完了。
- 1997年（平成9年）
  - 1月 - 保険相談室、印刷室、資料室完成。
  - 3月 - C棟増築工事完成（校門、職員玄関、第一第二音楽室、音楽準備室、第一第二理科室、理科準備室、家庭科室、図書室、4教室、プール、開放用トイレ）。
  - 11月 - 校舎改修工事（A棟図工室、書庫、2・3階教室、2～4階多目的室、個別支援学級、トイレ、B棟昇降口、プロパン倉庫）。
- 1998年（平成10年）
  - 10月 - 創立30周年記念式典挙行し、祝賀会開催。
  - 12月 - 防災備蓄庫新設。
- 2001年（平成13年）9月 - A・B棟耐震補強工事。
  - 10月 - 各教室にインターホン設置。
- 2002年（平成14年）2月 - エレベーター設置工事。
- 2005年（平成17年）
  - 10月 - ネットディにより、校内LAN設置工事。
  - 11月 - 教室用パソコン納入。
- 2007年（平成19年）2月 - 体育館改修工事完成。
- 2008年（平成20年）4月 - 学校給食調理業務民間委託。
- 2010年（平成22年）3月 - B棟屋上に太陽光発電パネル設置。
- 2012年（平成24年）7月 - 教室にエアコン設置。

## 学区と進学先
出典

### 通学区域
- 旭区
  - 柏町（26番地～135番地）
  - さちが丘（50番地～145番地、148番地～160番地、169番地～198番地）
  - 善部町（96番地2号、97番地～125番地）
  - 中希望が丘（1番地2号、1番地12号～1番地18号、11番地～20番地、31番地～44番地）

### 進学先中学校
公立中学校に進学する場合
- 横浜市立万騎が原中学校 - 中希望が丘11番地～20番地、中希望が丘31番地～44番地を除く地域から通う児童の進学先
- 横浜市立南希望が丘中学校 - 中希望が丘11番地～20番地、中希望が丘31番地～44番地から通う児童の進学先

## アクセス
- 相鉄バス「旭88」系統で、「緑が丘」バス停下車後、徒歩約410m・約7分（「さちが丘小下」信号の横断歩道を経由した最短ルート移動した場合）。
- 相模鉄道いずみ野線南万騎が原駅下車後、徒歩約1.1km・約17分（緑が丘バス停・柏町市民の森北側の遊水地脇を通った最短ルート移動した場合）。

## 周辺
- さちが丘第四公園
- 学校法人三輪学園横浜三輪幼稚園
- 老人ホームサニーライフ南万騎が原
- ファミリーマートさちが丘店
- 相模鉄道いずみ野線
- JR東海東海道新幹線
  - 上記2路線は、近くに線路が通るのみ。